# 禁止药物滥用和非法贩运国际日
每年的6月26日被定為禁止药物滥用和非法贩运国际日（International Day Against Drug Abuse and Illicit Trafficking），常称国际禁毒日。

## 特点
1987年6月12日至26日，在奥地利维也纳召开了由138个国家和地区的3000名代表参加的“麻醉品滥用和非法贩运问题”部长级会议。 这次会议通过了《管制麻醉品滥用今后活动的综合性多学科纲要》，向各国政府和有关国际组织提出了在今后的禁毒活动中开展综合治理的建议，并提出了“爱生命，不吸毒”的口号。同时，为了进一步引起各国、各地区对毒品问题的重视，号召全世界人民共同抵御毒品的侵袭，与毒品犯罪活动作坚决的斗争，也为了纪念这次意义重大的国际禁毒会议，大会结束时，与会代表一致建议，将每年的6月26日定为“国际禁毒日”。这项建议被联合国采纳。同年召开的第42届联合国大会通过决议，正式确定每年的6月26日为“反麻醉品的滥用和非法贩运国际日”。
中国清朝官员林则徐主导的销毁鸦片行动“虎门销烟”始于公元1839年6月3日，结束于1839年6月25日，是一次有历史意义的禁烟禁毒事件。因其结束日期与国际禁毒日日期相邻，在中国，人们常常将该事件与国际禁毒日联系到一起，纪念英雄，增强对毒品的打击防范意识。